# Agglutinine
In der Medizin verwendet man Agglutinine (von lateinisch: agglutinare „anheften“) als Oberbegriff für Proteine, die mit Zellen oder auch korpuskulären Elementen verklumpen (Agglutination) und daher Aggregate bilden. Der Begriff Hämagglutinine wird aus historischen Gründen teilweise synonym gebraucht, jedoch beschreibt er ausschließlich die Verklumpung von Proteinen mit roten Blutkörperchen (Hämagglutination). Im Gegensatz zur Agglutination von Agglutininen und Zellen bezeichnet eine Proteinaggregation die Verklumpung von Proteinen, eine Präzipitation beschreibt die Verklumpung bei Antikörpern. Agglutinine können mit Agglutinationstests bestimmt werden, z. B. in einer Gruber-Widal-Reaktion.
Spezifische Agglutine sind:
- Agglutinine zur Auslösung biochemischer Reaktionen, siehe Lektine
- Agglutinine zur Klassifizierung in der Bakteriologie, siehe Kauffmann-White-Schema
- Agglutinine im Blut, siehe Hämagglutination, Blutgruppe und Kreuzprobe (Medizin)
- Agglutinine im Blut, die erst bei niedrigen Temperaturen zu einer Verklumpung führen, siehe Kälteagglutinine
- Agglutinine des Influenzavirus A, siehe Hämagglutinin (Influenzavirus A)
- Agglutinine in der medizinischen Diagnostik
  - Hämagglutinationshemmtest
  - Paul-Bunnell-Reaktion
  - Latextest
  - Serumlangsamagglutination

## Geschichte
Die spezifische Agglutinationsreaktion wurde 1896 von Herbert Edward Durham und Max von Gruber entdeckt und als Gruber-Durham-Reaktion bezeichnet. Diese bekam im selben Jahr mit der Gruber-Widal-Reaktion eine praktische Anwendung in der medizinischen Diagnostik, nachdem Fernand Widal die Verklumpung der Seren von Typhus-Erkrankten bei Zugabe von Kulturen des Typhus-Erregers entdeckte. Im Jahr 1900 entdeckte Karl Landsteiner mit Adriano Sturli die Hämagglutination bei Blutmischungen unterschiedlicher Blutgruppen (A, B, O und AB), die zur Aufklärung des AB0-Systems führte.